# Nico e Tetta
Nico e Tetta, aussi stylisé Nico & Tetta, est un groupe italien de mainstream hardcore, originaire de Brescia. Formé en 1999, le groupe comprend le duo Nicola Sbalzer et Daniele Ferrari. Nicola et Daniele sont particulièrement présents lors d'événements liés à la techno hardcore.

## Histoire
Nicola et Daniele forment leur groupe en 1999 à Brescia. Ils commencent leur carrière musicale en commercialisant, à l'aide du groupe Art of Fighters (AoF), leur tout premier morceau intitulé Alleluja Motherfuckers sur l'EP intitulé Shotgun le 10 septembre 2001. Cet EP est publié par le label italien Traxtorm Records et, depuis, Nico e Tetta n'ont jamais quitté le label. En 2003, ils composent de nouveau avec Art of Fighters, et publient l'EP intitulé I Became Hardcore. Un an plus tard, ils composent leur tout premier EP qui s'intitule Hardcore Motherfuckers, publié le 5 mars 2004 et de nouveau publié sur Traxtorm Records. Par la suite, en 2006, ils diffusent un nouvel EP composé avec les AoF, Revenge, avec le remix du morceau I Became Hardcore par Angerfist. Le 1er août 2009, trois ans plus tard, Nico e Tetta composent Gangsta and Gangsta. Sur cet EP est diffusé le morceau Intoxication, qui est inclus dans la compilation Always Hardcore vol. 21.
En 2015, le groupe participe au festival Hard Island en Croatie notamment aux côtés de Coone et The Stunned Guys et Zatox,. La même année, ils se produisent avec toute l'équipe Traxtorm à la salle du Palladium de Genève, en Suisse, pour les 20 ans du label. L'édition 2016 du festival Hardshock est annoncée en janvier pour le 16 avril 2016 ; le groupe y prendra part aux côtés de près d'une cinquantaine d'autres artistes comme Amnesys, Hellfish, Lady Dana, Promo, s'Aphira, et Scott Brown,.

## Discographie

### Singles et EP
- 2001 : Shotgun (feat. Art of Fighters)
- 2003 : I Became Hardcore (feat. Art of Fighters)
- 2004 : Hardcore Motherfucker
- 2006 : Revenge
- 2009 : Gangsta and Gangsta

### Apparitions
- 2002 : Hardcore Motherfuckers
- 2003 : Hardcore Motherfuckers V 2.0
- 2004 : Hardcore Motherfuckers Vol. 3
- 2005 : Hardcore Motherfuckers Vol.4